# Aeropuerto Fascene
El aeropuerto Fascene (IATA: NOS, OACI: FMNN) es un aeropuerto internacional localizado en Nosy Be (Nossi-bé), una isla localizada en la costa noreste de Madagascar, en la provincia de Antsiranana.

## Aerolíneas y destinos
| Países          | Ciudades      | Aeropuertos                                                     | Aerolíneas                               |
|                 | África        | África                                                          | África                                   |
| --------------- | ------------- | --------------------------------------------------------------- | ---------------------------------------- |
| Etiopía         | Adís Abeba    | Aeropuerto Internacional Bole                                   | Ethiopian Airlines                       |
| Madagascar      | Antananarivo  | Aeropuerto Internacional Ivato                                  | Madagascar Airlines                      |
| Madagascar      | Antananarivo  | Aeropuerto Internacional Ivato                                  | Madagasikara Airways                     |
| Madagascar      | Antsiranana   | Aeropuerto de Antsiranana                                       | Ewa Air                                  |
| Madagascar      | Antsiranana   | Aeropuerto de Antsiranana                                       | Madagascar Airlines                      |
| Mayotte         | Dzaoudzi      | Aeropuerto Internacional de Dzaoudzi Pamandzi                   | Ewa Air                                  |
| Reunión         | Saint-Denis   | Aeropuerto de Saint Denis-Roland Garros                         | Air Austral                              |
| Sudáfrica       | Johannesburgo | Aeropuerto Internacional de Johannesburgo-Oliver Reginald Tambo | Airlink                                  |
|                 | Europa        |                                                                 |                                          |
| Italia          | Milán         | Aeropuerto de Milán-Malpensa                                    | Neos (estacional)                        |
| Italia          | Roma          | Aeropuerto de Roma-Fiumicino                                    | Neos (estacional)                        |
| Polonia         | Varsovia      | Aeropuerto de Varsovia-Chopin                                   | LOT Polish Airlines (chárter estacional) |
| República Checa | Praga         | Aeropuerto de Praga                                             | LOT Polish Airlines (chárter estacional) |